# Фёдоровка (Талловеровское сельское поселение)
Фёдоровка — хутор в Кашарском районе Ростовской области. 
Входит в состав Талловеровского сельского поселения. 

## География

### Улицы
- ул. Восточная,
- ул. Севостьянова,
- ул. Солнечная.

## Население
| 2010 |
| ---- |
| 51   |